# Photomateurs
 (juillet 2023).
 (octobre 2021).
Si vous disposez d'ouvrages ou d'articles de référence ou si vous connaissez des sites web de qualité traitant du thème abordé ici, merci de compléter l'article en donnant les références utiles à sa vérifiabilité et en les liant à la section « Notes et références ».
Pour plus de détails, voir Fiche technique et Distribution.
Photomateurs (titre anglais : Photograbber) est un court métrage français de fiction (18 minutes, en couleurs) écrit et réalisé par Pascal Tosi en 2004.

## Synopsis
L'histoire se déroule dans la France de 1952. Marcel, un fabricant de jouets au chômage, entre en possession d'un étrange appareil photo appelé le "Photomateur". Cet appareil a le pouvoir d'aspirer ce qu'il photographie. Marcel, obsédé par l'idée de reproduire la réalité sous forme de maquettes détaillées, abuse du pouvoir du Photomateur. Cependant, ses actions ne resteront pas sans conséquences, car les photos vont finir par se venger du photographe.

## Fiche technique
- Réalisation : Pascal Tosi
- Production : Aton Soumache
- Directeur de la photographie : Juan Solanas
- Montage : Sylviane Gozin
- Chef décorateur : Frank Muller
- Producteur exécutif tournage : Jean-Frédéric Samie
- Superviseur des effets spéciaux : Hugues Namur

## Distribution
- Michel Crémadès : Marcel
- Christine Melcer : Carole
- Catherine Cyler : Marie

## Distinctions

### Récompenses internationales
- ION international short film & animation (octobre 2004) : ION international short film of the year award
- WorldFest - Houston (avril 2005) : Platinium Remi award
- Festival des nations - Ebensee (juin 2005) : Golden bear
- Effets stars - Festival international des Effets spéciaux (septembre 2005) : Prix du jury Graulen - Live SFX
- FAIF Film Festival (octobre 2005) : Audience award - Best Underground
- Fano International Film Festival (octobre 2005) : First prize video
- Festival International du Film - La Paplemühle (octobre 2005) : Prix du meilleur scénario court métrage
- Hertfordshire International Film Festival (octobre 2005) : Best Cinematography
- Carolina Film and Video Festival (février 2006) : Kodak award for Cinematography
- Foursite Film Festival (avril 2006) : Best Foreign
- ReelHeART International Film Festival (juin 2006) : 1st place short film
- Tahoe-Reno International Film Festival (août 2006) : Best of the festival - New Foreign Director
- Mexico International Film Festival (juin 2007) : Best director

### Principales sélections en compétition officielle
- Foyle Film Festival - Seagate Irlande du Nord (novembre 2004)
- Saint Louis International Film Festival USA (novembre 2004)
- Festival international du film de Santa Barbara USA (janvier 2005)
- Fantasporto Portugal (mars 2005)
- Athens International Film & Video Festival Ohio, USA (mai 2005)
- Festival de cinéma de Huesca Espagne (juin 2005)
- Festival international du film fantastique de Puchon Corée du Sud (juillet 2005)
- European Film Festival Alpinale Autriche (août 2005)
- International Short Film Festival in Drama Grèce (septembre 2005)
- Los Angeles International Short Film Festival USA (septembre 2005)
- Lund International Fantastic Film Festival Suède (septembre 2005)
- Los Angeles Latino International Film Festival USA (octobre 2005)
- ScreamFest Horror Film Festival USA (octobre 2005)
- Festival of European Film on Wheels Turquie (novembre 2005)
- Golden Horse Film Festival - Digital Shorts Competition Taiwan (novembre 2005)
- Starz Denver International Film Festival USA (novembre 2005)
- Manchester International Short Film Festival - Kini Film Royaume-Uni (février 2006)
- Semana Internacional de Cine Fantastico - Malaga Espagne (mars 2006)
- Aarhus Festival of Independent Arts AFIA Danemark (avril 2006)
- Belgrade Documentary and Short Film Festival Serbie (avril 2006)
- Festival du film de Newport Beach USA (avril 2006)
- Great Lakes Independent ilm Festival USA (septembre 2006)